# Paul Drux
Paul Drux (født 7. februar 1995 i Gummersbach, Tyskland) er en tysk håndboldspiller, som spiller i Füchse Berlin og på Tysklands herrehåndboldlandshold.
Han deltog under EM i håndbold 2020 i Sverige/Østrig/Norge.